# Axelvadd

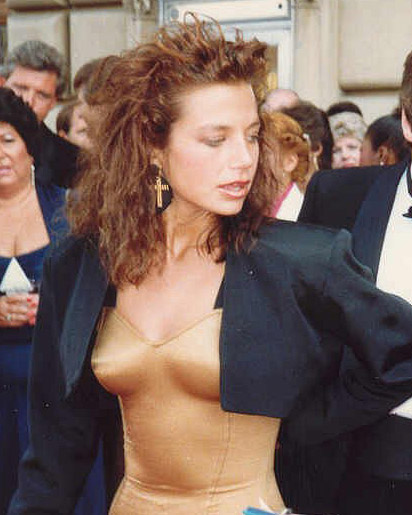
Justine Bateman med tidstypiska axelvaddar, 1987.

Axelvadd, en kudde av skumgummi eller vadd, som sätts fast i ett plagg för att ge axeln sin form. Dessa var populära ungefär mellan 1984 och 1995. Kavajer har alltid axelvaddar för att ge stadga åt kavajen över axlar men de är idag inte så stora som under 80-talet och tidigt 90-tal.